# Макіївське
Макі́ївське —  село в Україні, у Роменському районі Сумської області. Населення становить 68 осіб. Входить до складу Липоводолинської селищної громади.
Після ліквідації Липоводолинського району 19 липня 2020 року село увійшло до Роменського району.

## Географія
Село Макіївське розташоване на правому березі струмка без назви, який через 2 км впадає в річку Вільшана, вище за течією на відстані 0.5 км розташоване село Яснопільщина, нижче за течією 3.5 км розташоване село Русанівка.
Село складається із двох частин, що розташовані один від одного на відстані 0.5 км.

## Назва
Раніше воно називалося Землянівка, а свою сучасну назву отримало за прізвищем тих людей, які поселилися тут.[джерело?]

## Історія
- Село постраждало внаслідок геноциду українського народу, проведеного урядом СРСР 1923-1933 та 1946-1947 роках.
- До 2019 року орган місцевого самоврядування — Яснопільщинська сільська рада.